# Creaney Nunataks
I Creaney Nunataks sono un gruppo di bassi nunatak antartici, picchi rocciosi isolati, situato subito a sudovest degli Herring Nunataks e 10 km a ovest del Monte Lechner, nella parte occidentale del Forrestal Range, nei Monti Pensacola, in Antartide. 
Il gruppo di nunatak è stato mappato dall'United States Geological Survey (USGS) sulla base di rilevazioni e foto aeree scattate dalla U.S. Navy nel periodo 1956-66.
La denominazione è stata assegnata dall'Advisory Committee on Antarctic Names (US-ACAN) in onore di David B. Creaney, elettricista di aerei presso la Stazione Ellsworth nell'inverno del 1957.